# ゴールドポストプロジェクト

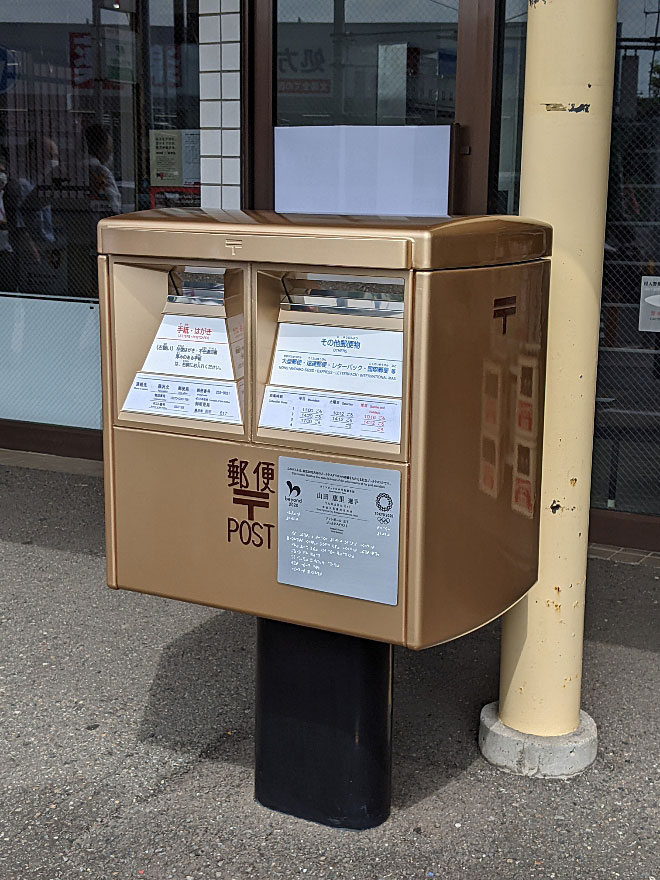
御所見郵便局前に設置された山田恵里選手のゴールドポスト

ゴールドポストプロジェクトとは、2020年東京オリンピック・パラリンピックにおいて金メダルを獲得した選手をたたえるために選手ゆかりの地に金色の郵便ポストを設置するプロジェクト。beyond2020プログラムの一環として実施された。ゴールドポストは2022年5月時点で全国に79基設置されている。

## 背景
2012年、イギリスのロイヤルメールはロンドンオリンピックで金メダルを獲得したイギリスの選手にちなんだ場所のポストを金色に塗りなおした。現在金色のポストはイギリス全土に110本存在する。これが日本のゴールドポストプロジェクトへ繋がることとなる。

## 概要
2021年6月28日、東京オリパラ推進本部の平田竹男と日本郵便の衣川和秀は会見でゴールドポストプロジェクトを実施すると発表した。平田竹男はパラリンピック発祥の地であるストーク・マンデヴィル・ホスピタルのゴールドポストを見て感銘を受けたと企画意図を説明した。
個人種目は金メダリスト本人、団体種目は全選手と監督一人、パラリンピックは選手に加え競技パートナーが対象となる。
設置する場所は選手が指定できる。角形の最新型ポストが新品で用意され、選手名と競技名、功績が記されたプレートが掲出される。ユニバーサルデザインに配慮し点字も記される。

## 一覧
| 番号 | 競技             | 氏名           | 設置日         | 場所                                 | 住所                                 |
| ---- | ---------------- | -------------- | -------------- | ------------------------------------ | ------------------------------------ |
| 1    | ソフトボール     | 山田恵里       | 2021年9月24日  | 御所見郵便局前                       | 神奈川県藤沢市用田617                |
| 2    | フェンシング     | 宇山賢         | 2021年10月14日 | JR高松駅前                           | 香川県高松市浜ノ町1-28               |
| 3    | 競泳             | 大橋悠依       | 2021年10月19日 | JR彦根駅西口ロータリー               | 滋賀県彦根市大東町332                |
| 4    | 柔道             | 新井千鶴       | 2021年10月28日 | 寄居町役場北口前                     | 埼玉県大里郡寄居町大字寄居1180－1    |
| 5    | フェンシング     | 山田優         | 2021年11月1日  | 鳥羽ショッピングプラザハロー前       | 三重県鳥羽市大明西町1-1              |
| 6    | スケートボード   | 西矢椛         | 2021年11月2日  | 松原市役所前                         | 大阪府松原市阿保1-1-1                |
| 7    | パラ陸上         | 道下美里       | 2021年11月6日  | 下関中之町郵便局前                   | 山口県下関市中之町3-18               |
| 8    | ソフトボール     | 原田のどか     | 2021年11月9日  | 総社市役所正面玄関前                 | 岡山県総社市中央1-1-1                |
| 9    | パラ水泳         | 山口尚秀       | 2021年11月10日 | JR今治駅前                           | 愛媛県今治市宝来町1-729-8            |
| 10   | スケートボード   | 堀米雄斗       | 2021年11月10日 | 都営新宿線東大島駅大島口             | 東京都江東区大島9-3-10               |
| 11   | 柔道             | 髙藤直寿       | 2021年11月17日 | JR五反田駅西口                       | 東京都品川区東五反田1-26-15          |
| 12   | 柔道             | 永瀬貴規       | 2021年11月18日 | 筑波大学内郵便局前                   | 茨城県つくば市天久保3-1-1            |
| 13   | 体操             | 橋本大輝       | 2021年11月18日 | 下総郵便局前                         | 千葉県成田市猿山1131                 |
| 14   | 柔道             | 濵田尚里       | 2021年11月18日 | JR国分駅前                           | 鹿児島県霧島市国分中央3-46-3         |
| 15   | ソフトボール     | 宇津木麗華     | 2021年12月1日  | 高崎下大類郵便局前                   | 群馬県高崎市下大類町750－5           |
| 16   | ソフトボール     | 上野由岐子     | 2021年12月1日  | JR高崎駅西口                         | 群馬県高崎市八島町222                |
| 17   | ソフトボール     | 清原奈侑       | 2021年12月1日  | 西成郵便局前                         | 大阪市西成区岸里2丁目3-29            |
| 18   | パラ水泳         | 木村敬一       | 2021年12月2日  | 大宝郵便局前                         | 滋賀県栗東市綣5-15-18                |
| 19   | 柔道             | 阿部一二三     | 2021年12月9日  | 日本体育大学東京・世田谷キャンパス前 | 東京都世田谷区深沢7-1-1              |
| 20   | ソフトボール     | 渥美万奈       | 2021年12月11日 | イオンモール浜松市野                 | 静岡県浜松市東区天王町字諏訪1981-3   |
| 21   | ソフトボール     | 山本優         | 2021年12月12日 | JR八軒駅前                           | 北海道札幌市西区八軒7条東2丁目1      |
| 22   | レスリング       | 川井友香子     | 2021年12月13日 | 津幡町役場前                         | 石川県河北郡津幡町字加賀爪ニ3        |
| 23   | レスリング       | 川井梨紗子     | 2021年12月13日 | IRいしかわ鉄道 津幡駅前              | 石川県河北郡津幡町南中条チ7          |
| 24   | 野球             | 栗原陵矢       | 2021年12月13日 | 森田郵便局前                         | 福井県福井市八重巻東町10-7           |
| 25   | 野球             | 吉田正尚       | 2021年12月13日 | JR福井駅西口                         | 福井県福井市中央1-1-1                |
| 26   | フェンシング     | 見延和靖       | 2021年12月13日 | 越前市役所前                         | 福井県越前市府中1-13-7               |
| 27   | ソフトボール     | 市口侑果       | 2021年12月15日 | 八尾市役所前                         | 大阪府八尾市本町1-1-1                |
| 28   | 柔道             | 阿部詩         | 2021年12月15日 | JR神戸駅中央口                       | 兵庫県神戸市相生町3-1-1              |
| 29   | レスリング       | 乙黒拓斗       | 2021年12月15日 | 笛吹市役所市民窓口館前               | 山梨県笛吹市石和町市部809-1          |
| 30   | 野球             | 伊藤大海       | 2021年12月16日 | 鹿部町役場前                         | 北海道茅部郡鹿部町字鹿部252番地1     |
| 31   | 野球             | 大野雄大       | 2021年12月16日 | バンテリンドームナゴヤ前             | 愛知県名古屋市東区大幸南1-1-1        |
| 32   | ソフトボール     | 我妻悠香       | 2021年12月16日 | JR東浦和駅前                         | 埼玉県さいたま市緑区東浦和1丁目      |
| 33   | パラ水泳         | 鈴木孝幸       | 2021年12月16日 | 聖隷三方原病院前                     | 静岡県浜松市北区三方原町3453         |
| 34   | 野球             | 山本由伸       | 2021年12月18日 | JR伊部駅北口                         | 岡山県備前市伊部1657-7               |
| 35   | 野球             | 梅野隆太郎     | 2021年12月19日 | 那珂川片縄郵便局前                   | 福岡県那珂川市片縄3-1                |
| 36   | ソフトボール     | 後藤希友       | 2021年12月23日 | ファミリーマート熱田切戸町店前       | 愛知県名古屋市熱田区切戸町2丁目5     |
| 37   | 卓球             | 伊藤美誠       | 2021年12月26日 | 磐田市役所前                         | 静岡県磐田市国府台3-1                |
| 38   | 卓球             | 水谷隼         | 2021年12月26日 | トークピア川崎向かい                 | 神奈川県川崎市川崎区藤崎1-32-11      |
| 39   | 野球             | 源田壮亮       | 2021年12月27日 | JR大分駅北口                         | 大分県大分市要町1-1                  |
| 40   | 野球             | 甲斐拓也       | 2021年12月27日 | 大分駅内郵便局前                     | 大分県大分市要町1-14                 |
| 41   | 野球             | 森下暢仁       | 2021年12月27日 | 大分東郵便局前                       | 大分県大分市大字森字宮田908-1        |
| 42   | スケートボード   | 四十住さくら   | 2021年12月28日 | 岩出市役所前                         | 和歌山県岩出市西野209                |
| 43   | フェンシング     | 加納虹輝       | 2021年12月29日 | 名鉄木田駅北口                       | 愛知県あま市木田道下54番地2          |
| 44   | レスリング       | 向田真優       | 2022年1月4日   | 四日市市役所前                       | 三重県四日市市諏訪町1番5号           |
| 45   | 野球             | 村上宗隆       | 2022年1月7日   | 九学通り（九州学院高等学校側）       | 熊本県熊本市中央区大江5-2-1          |
| 46   | 野球             | 岩崎優         | 2022年1月7日   | JR清水駅前                           | 静岡県静岡市清水区真砂町1番1号       |
| 47   | ソフトボール     | 内藤実穂       | 2022年1月11日  | 佐賀女子短期大学前                   | 佐賀県佐賀市本庄町本庄1253           |
| 48   | ソフトボール     | 川畑瞳         | 2022年1月14日  | 鹿児島明和郵便局前                   | 鹿児島県鹿児島市明和1丁目25-2        |
| 49   | 野球             | 稲葉篤紀       | 2022年1月18日  | 北名古屋市役所東庁舎前               | 愛知県北名古屋市熊之庄御榊60番地     |
| 50   | ソフトボール     | 峰幸代         | 2022年1月19日  | 相鉄瀬谷駅北口                       | 神奈川県横浜市瀬谷区中央 1-1         |
| 51   | 野球             | 鈴木誠也       | 2022年1月19日  | 町屋一本松整骨院前                   | 東京都荒川区町屋3-8-14               |
| 52   | 野球             | 近藤健介       | 2022年1月21日  | 千葉泉谷郵便局前                     | 千葉県千葉市緑区おゆみ野中央4－21－2 |
| 53   | パラバドミントン | 里見紗李奈     | 2022年1月24日  | JR千葉駅東口前                       | 千葉県千葉市中央区新千葉1丁目1-1     |
| 54   | 野球             | 柳田悠岐       | 2022年1月26日  | A.Cityプラザ前                       | 広島県広島市安佐南区大塚西6丁目12-1  |
| 55   | 車いすテニス     | 国枝慎吾       | 2022年1月26日  | 柏郵便局前                           | 千葉県柏市東上町6-29                 |
| 56   | 野球             | 青柳晃洋       | 2022年1月28日  | 横浜商科大学つるみキャンパス前       | 神奈川県横浜市鶴見区東寺尾4-11-1     |
| 57   | 野球             | 浅村栄斗       | 2022年1月28日  | 地下鉄井高野駅2番出口付近            | 大阪府大阪市東淀川区北江口3-1-17     |
| 58   | 野球             | 菊池涼介       | 2022年1月28日  | ミニストップ東大和仲原1丁目店前      | 東京都東大和市仲原1-8-7              |
| 59   | 野球             | 千賀滉大       | 2022年1月30日  | JR蒲郡駅前                           | 愛知県蒲郡市港町1-1                  |
| 60   | 柔道             | ウルフ・アロン | 2022年2月1日   | 秦野東海大学前郵便局前               | 神奈川県秦野市南矢名230-1            |
| 61   | ソフトボール     | 森さやか       | 2022年2月1日   | 毛呂山町役場前                       | 埼玉県入間郡毛呂山町中央2丁目1       |
| 62   | 柔道             | 大野将平       | 2022年2月2日   | 天理郵便局前                         | 奈良県天理市川原城町296-5            |
| 63   | 空手             | 喜友名諒       | 2022年2月4日   | 守礼堂前                             | 沖縄県那覇市泊1丁目7-2               |
| 64   | 野球             | 平良海馬       | 2022年2月4日   | 八重山郵便局前                       | 沖縄県石垣市大川12                   |
| 65   | 野球             | 田中将大       | 2022年2月7日   | 宮城野原公園総合運動場入口付近       | 宮城県仙台市宮城野区宮城野2丁目11-6  |
| 66   | パラバドミントン | 平野一美       | 2022年2月8日   | 古賀舞の里郵便局前                   | 福岡県古賀市舞の里3丁目15-31         |
| 67   | 野球             | 山﨑康晃       | 2022年2月9日   | JR西日暮里駅改札前                   | 東京都荒川区西日暮里5-22-1           |
| 68   | 野球             | 栗林良吏       | 2022年2月10日  | 名鉄勝幡駅北口                       | 愛知県愛西市勝幡町五俵入2266番地4    |
| 69   | パラ自転車       | 杉浦佳子       | 2022年2月10日  | 中村郵便局前                         | 静岡県掛川市中845                    |
| 70   | 野球             | 坂本勇人       | 2022年2月10日  | 東京メトロ後楽園駅出口               | 東京都文京区春日1-2-3                |
| 71   | 柔道             | 素根輝         | 2022年2月14日  | 久留米市役所                         | 福岡県久留米市城南町15-3             |
| 72   | フェンシング     | 青木雄介       | 2022年2月17日  | 九品仏浄真寺参道入口                 | 東京都世田谷区奥沢7-33-1             |
| 73   | パラバドミントン | 梶原大暉       | 2022年2月18日  | 天神地下街西4番出口                  | 福岡県福岡市中央区天神2-11-1         |
| 74   | 野球             | 山田哲人       | 2022年2月22日  | すみれガ丘中央公園前                 | 兵庫県宝塚市すみれガ丘2-4            |
| 75   | パラバドミントン | 山崎悠麻       | 2022年2月22日  | 日野南平郵便局前                     | 東京都日野市南平8-14-21              |
| 76   | ボッチャ         | 杉村英孝       | 2022年2月23日  | JR伊東駅前                           | 静岡県伊東市湯川3丁目12-1            |
| 77   | パラ陸上         | 佐藤友祈       | 2022年2月26日  | JR岡山駅前 市役所筋東側              | 岡山県岡山市北区錦町1-30先地         |
| 78   | レスリング       | 須崎優衣       | 2022年5月25日  | 早稲田大学（早大南門通り付近）       | 東京都新宿区鶴巻町516-5              |
| 79   | ボクシング       | 入江聖奈       | 2022年3月29日  | 米子市役所前                         | 鳥取県米子市加茂町1-1                |